# Arnold Kruiswijk
Arnold Kruiswijk (ur. 2 listopada 1984 w Groningen) – holenderski piłkarz występujący na pozycji obrońcy. Od 2014 jest zawodnikiem klubu Vitesse.

## Kariera klubowa
Kruiswijk w wieku 6 lat rozpoczął treningi w klubie VV Appingedam. W 1997 roku przeszedł do juniorów FC Groningen. Tam grał przez kolejne 5 lat. Przed rozpoczęciem sezonu 2002/2003 został włączony do pierwszej drużyny FC Groningen, grającej w Eredivisie. W tych rozgrywkach zadebiutował 22 września 2002 w bezbramkowo zremisowanym meczu z FC Utrecht. 10 września 2006 w wygranym 2:1 spotkaniu z Heraclesem Almelo, zdobył samobójczą bramkę w 9. sekundzie meczu, który był najszybszym strzelonym golem w historii Eredivisie. W sezonach 2006/2007 oraz 2007/2008 grał z klubem w Pucharze UEFA, jednak w obu przypadkach zakończył go z nim na pierwszej rundzie. W pierwszej drużynie Groningen grał przez 6 lat. W tym czasie rozegrał tam 149 ligowych spotkań.
Latem 2008 roku podpisał kontrakt z belgijskim klubem RSC Anderlecht. W pierwszej lidze belgijskiej zadebiutował 19 września 2008 w wygranym 2:0 meczu z R. Charleroi SC. W sezonie 2008/2009 wywalczył z klubem wicemistrzostwo Belgii.
Na początku 2010 roku Kruiswijk został wypożyczony do holenderskiej Rody JC do końca sezonu. Po zakończeniu rozgrywek sprzedano go doHeerenveen. W 2014 przeszedł do Vitesse.

## Kariera reprezentacyjna
W 2006 roku był członkiem zwycięskiej reprezentacji Holandii U-21 na mistrzostwach Europy. W 2007 roku ponownie został powołany do kadry U-21 na mistrzostwa Europy, które również zostały wygrane przez jego reprezentację.